# Monolit na Marsu
Monolit na Marsu je obdélníkový objekt (možná balvan) považovaný za monolit, objevený na povrchu planety Mars. Nachází se blízko dna útesu, ze kterého pravděpodobně spadl. Mars Reconnaissance Orbiter pořídil jeho snímky z oběžné dráhy vzdálené zhruba 300 km. Kamera HiRISE, která byla použita k fotografování monolitu, má rozlišení přibližně 30 centimetrů na pixel.
Přibližně ve stejnou dobu se v médiích objevila zpráva o Phoboském monolitu na povrchu měsíce Phobos.